# Хайнрих I фон Графшафт
Хайнрих I фон Графшафт (на немски: Heinrich I von Graftschaft, Herr zu Nordenau; * пр. 1202; † сл. 1237) от род Графшафт е господар на Норденау, днес част от град Шмаленберг в Северен Рейн-Вестфалия.
Той е син на Ремболд фон Хахен, фогт на Графшафт († сл. 1202) и дъщерята на Валтер II фон Хаймбах († пр. 1172), внучка на Валтер фон Хаймбах († сл. 1172). Внук е на Хайнрих фон Хахен, фогт на Графшафт (* ok. 1130; † сл. 1176) и на фон Офердеке. Правнук е на Герхард фон Хахен († сл. 1173) и Гепа фон Дасел. Праправнук е на Херман фон Бозенхаген († сл. 1134) и съпругата му фон Графшафт, дъщеря на Тиемо фон Графшафт.
Брат е на Герхард фон Хахен/фон Графшафт († ок. 12 ноември 1252), абат на манастир Верден в Есен (1226 – 1252), Крафто фон Хахен († сл. 1234), каноник на „Св. Андреас“ в Кьолн, и рицар Валтер фон Графшафт († сл. 1235), и Адолф фон Графшафт († 23 юни 1238).
Родът му е значим и влиятелен, но няма правата на граф, зависим е от графовете на Вестфалия. Резиденцията е замък Норденау.

## Фамилия
Хайнрих I фон Графшафт се жени за фон Витгенщайн, дъщеря на граф Вернер I фон Батенберг-Витгенщайн († 1215) и съпругата му фон Шваленберг († сл. 1216), дъщеря на граф Фолквин II фон Шваленберг († 1177/1178) и Луитгард фон Райхенбах и Цигенхайн († сл. 1146), наследничка на Валдек. Те имат осем деца:
- Адолф I фон Графшафт († 1284), господар на Норденау, фогт на манастир Графшафт, женен за Елизабет фон Грайфенщайн († 1290), дъщеря на фогт Рорих фон Хахенбург († сл. 24 февруари 1237)
- Вернер фон Графшафт († 1290), каноник в „Св. Гереон“ в Кьолн
- Конрад фон Графшафт († 1290)
- Гуда фон Графшафт († 1290)
- Мабилия фон Графшафт († ок. 1252)
- Берта фон Графшафт († 30 януари 1269), абатиса в Есен
- София II фон Графшафт († 1262), абатиса в Есен (1253)
- Беатрикс фон Графшафт († 8 октомври 1303), абатиса на Фрекенхорст (1268 – 1303), канонеса в Мешеде (1268 – 1298)